# Josias II Staedel
Josias II Staedel, né le 23 septembre 1651 à Strasbourg et mort en 1717 dans cette même ville, est un typographe, imprimeur et libraire strasbourgeois. Il poursuit l’œuvre de Josias Staedel, son père. Il sera Obermeister zu Stelzen, c'est-à-dire patron de la corporation des imprimeurs, une des 28 corporations de métiers de la ville de Strasbourg. À partir de 1713, il sera l'imprimeur de l'université.  